# Lank-Latum
Lank-Latum ist einer von acht Stadtteilen der Stadt Meerbusch und ist zwischen den Großstädten Düsseldorf, Krefeld, Duisburg und Neuss am linken Niederrhein gelegen. In Lank-Latum leben 9.644 Einwohner (Stand: 2021).

## Geschichte

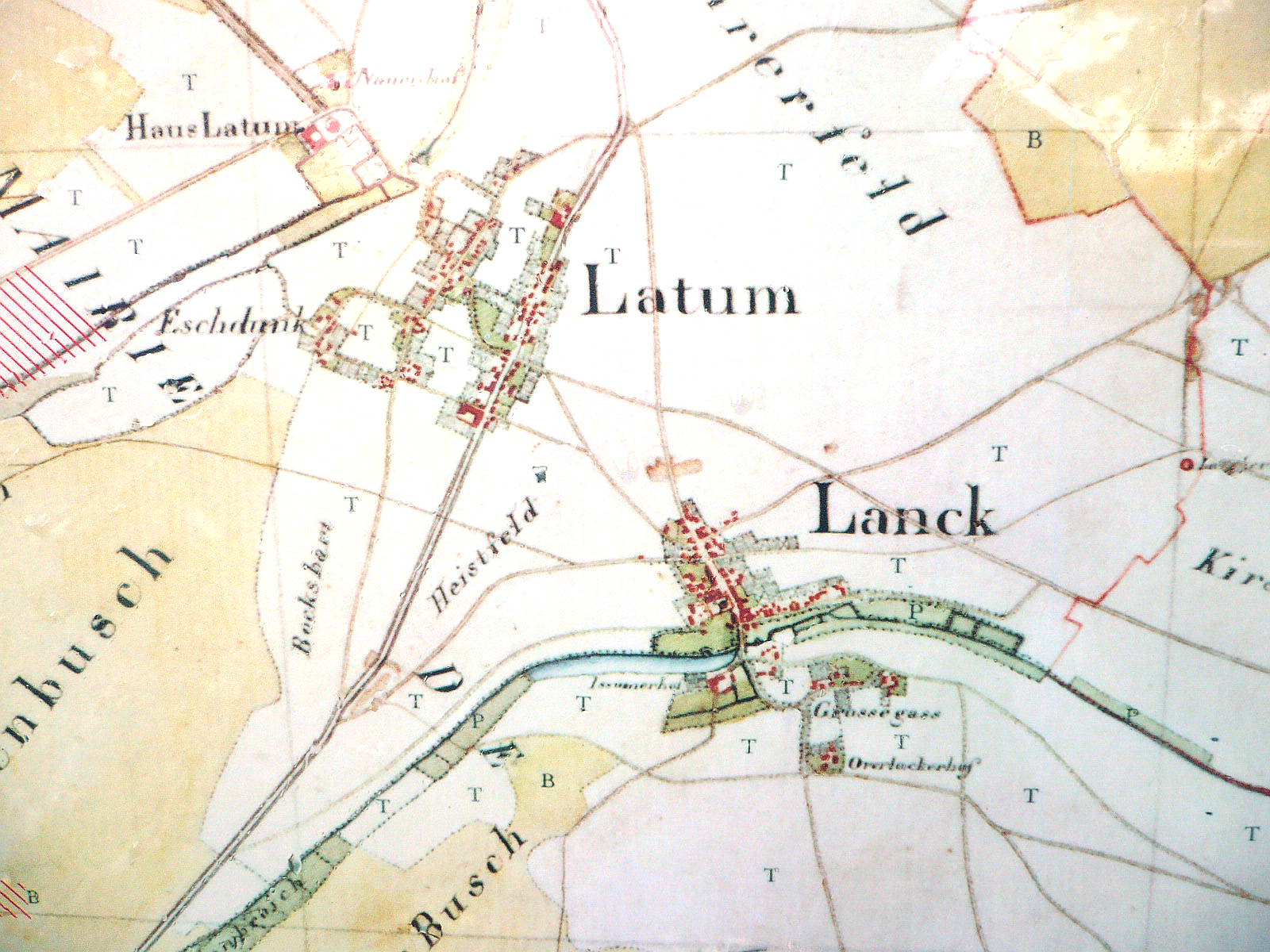
Ortsteile Latum und Lan(c)k vor dem Zusammenwachsen (Topographische Aufnahme der Rheinlande – 1808)

Das Kirchspiel Lank umfasste seit dem Mittelalter die Dörfer Lank, Latum, Kierst, Langst, Ilverich, Strümp, Bösinghoven, Ossum und Gellep, Stratum und Heulesheim und Nierst. Vermutlich gehörten zur Zeit der Christianisierung um 700 bis 900 auch (Krefeld-)Bockum und Linn dazu. Das St.-Stephanus-Patrozinium in Lank deutet auf eine frühe Missionstätigkeit dieses Raumes durch das nahe gelegene Kloster des hl. Suitbert in (Düsseldorf-)Kaiserswerth hin.
Bockum und Linn sind schon seit dem Mittelalter eigenständige Pfarren.
Das Land Linn, zu dem das Kirchspiel Lank gehörte, gelangte 1392 von den Grafen zu Kleve endgültig in das Kurfürstentum Köln. Die Zugehörigkeit des Amtes Linn zum Niederen Erzstift blieb bis zum Einzug der französischen Revolutionstruppen 1794 erhalten. Die Franzosen teilten das Kirchspiel Lank in drei weltliche Mairien (Bürgermeistereien) auf, nämlich die Mairie Lank, zu der auch Latum und Ilverich gehörten, die Mairie Langst mit Langst, Kierst, Nierst und Gellep-Stratum sowie die Mairie Strümp mit Strümp, Ossum und Bösinghoven. Auch nach dem Übergang an Preußen 1815 nach dem Wiener Kongress wurde diese Aufteilung beibehalten. Seit 1821 gab es einen gemeinsamen Bürgermeister für alle drei Bürgermeistereien. 1842 erfolgte die Gründung der Land-Bürgermeisterei Lank mit den acht Spezialgemeinden Lank, Latum, Nierst, Langst-Kierst, Ilverich, Strümp, Ossum-Bösinghoven, Gellep-Stratum.
Am 1. April 1910 wurden die beiden Gemeinden Lank und Latum auf eigenen Wunsch unter dem Namen Lank-Latum vereinigt. Nach Einführung der preußischen Amtsordnung 1927 wurde für die Land-Bürgermeisterei Lank die Bezeichnung Amt Lank geführt. 1929 schieden Gellep-Stratum mit Heulesheim und größeren Gebietsanteilen am Latumer Bruch aus dem Amtsgebiet aus und wurden der Stadt Krefeld zugeordnet. Gleichzeitig wurde der bisherige Landkreis Krefeld, zu dem das Amt Lank gehörte, vergrößert und in Landkreis Kempen-Krefeld umbenannt.
Lank-Latum wurde am 1. Januar 1970 durch das Gesetz zur Neugliederung des Kreises Kempen-Krefeld und der kreisfreien Stadt Viersen in die neu gegründete Stadt Meerbusch eingegliedert.
Der Landtag von Nordrhein-Westfalen beschloss 1974 die Auflösung der Stadt Meerbusch und die Eingliederung von Lank-Latum in die Stadt Krefeld. Die Stadt Meerbusch erwirkte jedoch beim Verfassungsgericht in Münster die Aussetzung des Auflösungsbeschlusses. Der Landtag von Nordrhein-Westfalen bestätigte daraufhin 1976 die Existenz der Stadt Meerbusch.

### Name
Lank wird in einer Urkunde von 733 als Beslanc erstmals erwähnt, später auch als Lancho, Lanco, Lanke, Lanch und Langium. Latum wird in einer Quelle des 11. Jahrhunderts als Latheim geschrieben. Verschiedene Deutungen beider Namen sind noch nicht endgültig geklärt:
Lank wird einmal gedeutet als Ableitung von Lancwata (kelt.: „langes Wasser“), zum anderen gibt es die Theorie, dass der Name von einem Eigennamen abgeleitet ist (Belsus). Die erste Deutung wird als überholt angesehen.
Latum wird einmal abgeleitet vom „Heim der Laten“ (Niederlassung der einem Herrenhof zinspflichtigen halbfreien Bauern). Eine andere Version deutet Latum als eine Siedlung oder ein Heim in oder an einem sumpfigen Gelände.

### Mundart
Das in Lank gesprochene „Länkter Platt“ unterscheidet sich in Nuancen vom „Lotumer Platt“, das im Ortsteil Latum gesprochen wird.
Platt am Niederrhein basiert auf den Mundarten der frühen Franken, die von hier aus ab dem 3./4. Jahrhundert nach Süden und Westen über den Rhein expandierten. Die von Krefeld über Meerbusch bis Düsseldorf gesprochenen Mundarten zählen zum Süd-Niederfränkischen (auch limburgisch genannt), das sich mit der Benrather Linie (maake-maache-Linie) zum Ripuarischen (mit dem in Köln gesprochenen Kölsch) abgrenzt. Die Uerdinger Linie grenzt das Süd-Niederfränkische vom Nord-Niederfränkischen ab, das ab dem Krefelder Ortsteil Hüls (mit Hölsch Plott) beginnt und bis Kleve/Emmerich beiderseits des Rheins gesprochen wird. Im Süden spricht man das Personalpronomen „ich“ als „esch“ oder „isch“, im Norden als „ek“ oder „eck“. Auch das Verb „haben“ wird unterschiedlich gesprochen: Weiter nördlich sagt man „we häbbe“, weiter südlich heißt es „wir hant“. Lank-Latum liegt im Übergangsbereich dieser Mundartlinien und man findet bei Plattsprechern gelegentlich die südlicheren, manchmal die nördlicheren Aussprachen.
„Platt“ hat nichts mit dem „platten Lande“ zu tun; im Altfränkischen ist „platt“ auch die Bedeutung für „unverblümt, direkt“ – „ech säg et dech platt vür de Kopp!“. Platt war immer die Sprache des Volkes schlechthin.
Obwohl immer weniger Leute Platt verstehen und noch weniger Leute Platt im täglichen Umgang sprechen, ist die Mundart im Lank-Latumer Raum noch immer präsent. Im Karneval (Fasteloovend), in Mundartversen und in Bühnenstücken (Lotumer Buuretheater) wird Platt gepflegt und für die Nachwelt erhalten.

## Politik

### Wappen

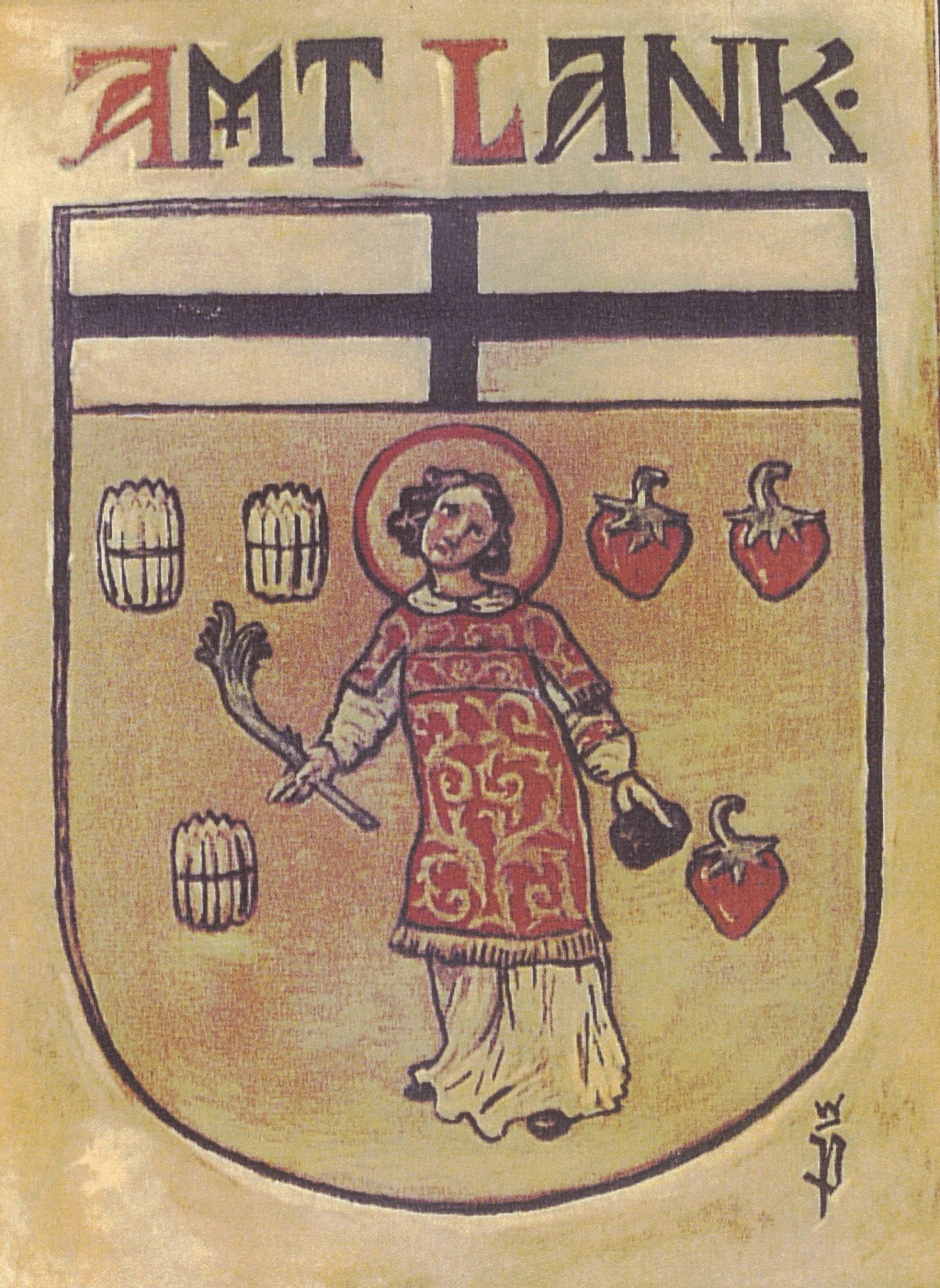
Wappen des Amtes Lank

Wappenbeschreibung: Das Wappen des ehemaligen Amts Lank zeigt unter dem kurkölnischen Kreuz den heiligen Stephanus, der einen Palmwedel in der rechten und einen Stein in der linken Hand trägt. An seiner rechten Seite sind drei Spargelbündel, an seiner linken drei Erdbeeren.
Der erste Entwurf des Wappens enthielt 1936 nur den Spargel und die Erdbeeren unter dem kurkölnischen Kreuz. Die Kombination des historischen Kreuzes mit den modernen Darstellungen der landwirtschaftlichen Erträge führte zu Bedenken des geheimen Staatsarchivs in Berlin. Auch nach einem Schriftwechsel zwischen der Gemeinde und dem Regierungspräsidenten konnte keine Einigkeit erzielt werden, eine weitere Vorlage des Wappens wurde 1938 abgelehnt.
Der Entwurf wurde um den heiligen Stephanus ergänzt und dieses Wappen führte das Amt Lank von 1952 bis zur Eingemeindung 1970.

## Gebäude

### Teloy-Mühle
Die Teloy-Mühle ist eine um 1822 erbaute Windmühle. Bis 1912 wurde hier Getreide gemahlen, danach verfiel die Mühle. 1952 übernahm die Gemeinde das Gebäude, es dauerte noch bis 1980, bis die Mühle umfassend saniert und restauriert wurde. Seitdem dient sie als Veranstaltungsraum für Ausstellungen, Konzerte und Vorträge.

### Pfarrkirche St. Stephanus
Die Pfarrkirche St. Stephanus ist eine dreischiffige Basilika von 1841 bis 1844 mit romanischem Turm um 1200 und die römisch-katholische Pfarrkirche von Lank-Latum.

### Haus Latum
Das Herrenhaus Haus Latum, das bereits in einer Urkunde von 1186 erwähnt wird, ist eine ehemalige Wasserburg. Die Burg brannte im Dreißigjährigen Krieg 1642 ab und wurde 1686 in stark veränderter Form wieder aufgebaut. Heute ist das Haus eine vierflügelige, offene Gutshofanlage.

### Wasserturm
Der Wasserturm mit einer lichten Stahlkonstruktion wurde 1912 erbaut. In den ehemaligen Betriebshallen einer Weberei wurde von dem Belgier Emil Degraide 1894 eine Zelluloidfabrik gegründet. Die Westdeutschen Celluloidwerke vergrößerten sich in den ersten Jahren ihres Bestehens kontinuierlich, es wurden zur Verstärkung des Betriebs Arbeiter aus Berlin und Leipzig angeworben. Nach einem schweren Brand 1906 wurde der Betrieb aufgegeben und erst 1910 unter dem Namen Düsseldorfer Celluloidfabrik GmbH zu Lank von anderen Betreibern wieder eröffnet. Das Unternehmen wuchs und 1912 wurden ein 50 Meter hoher Fabrikschornstein sowie der 25 Meter hohe Wasserturm gebaut, dessen Wasserreservoir in einer Stahlkugel von 6 Metern Durchmesser gelagert wird. Ein weiterer Brand 1912 führte zu einem erneuten Inhaberwechsel. Das Werk wurde 1985 geschlossen und später abgerissen. Heute stehen noch das Pförtnerhäuschen (2011–2012 zum Ärztehaus umgebaut) sowie das Verwaltungsgebäude – beide unter Denkmalschutz.

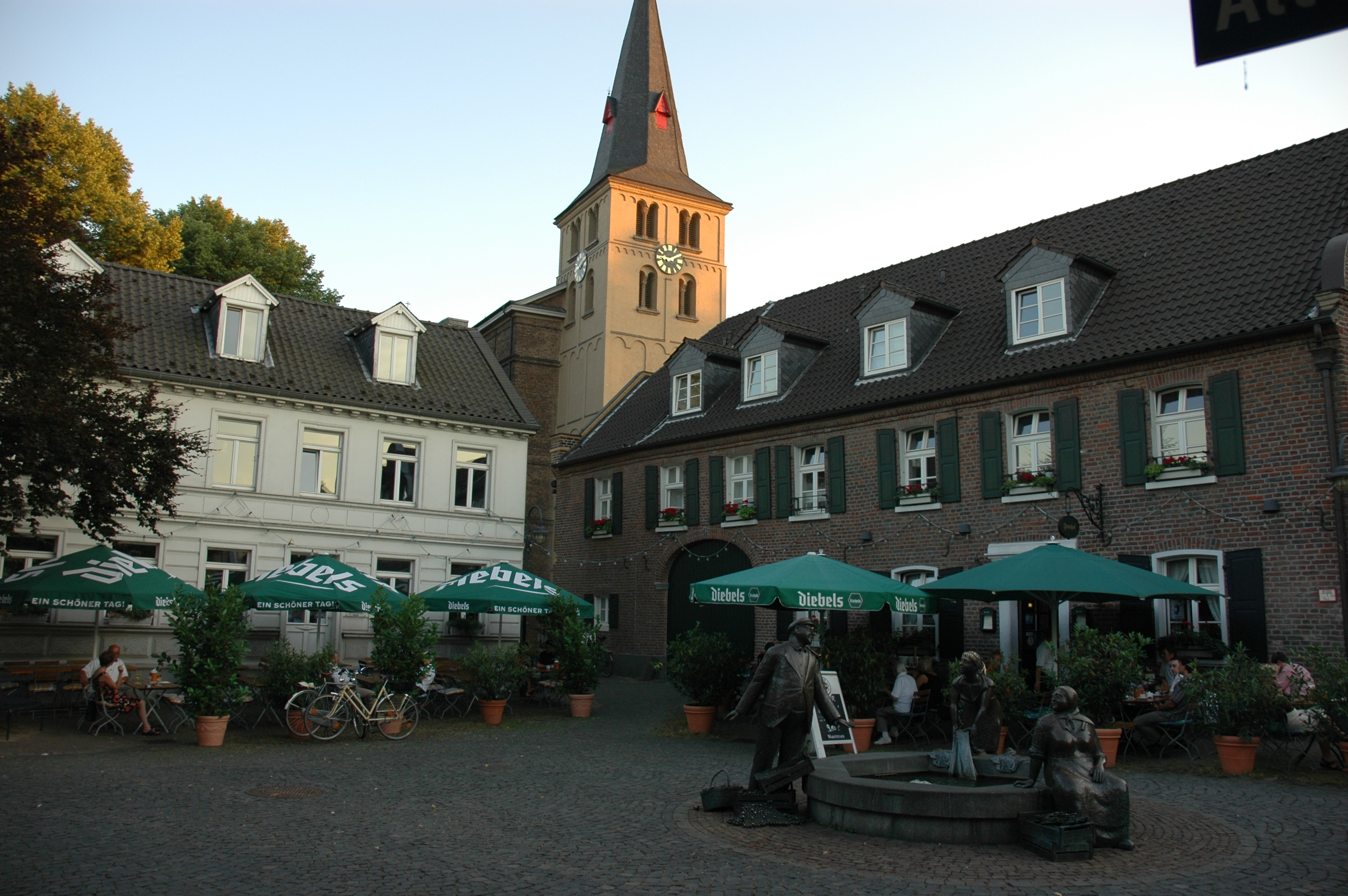
Marktplatz im Zentrum von Lank
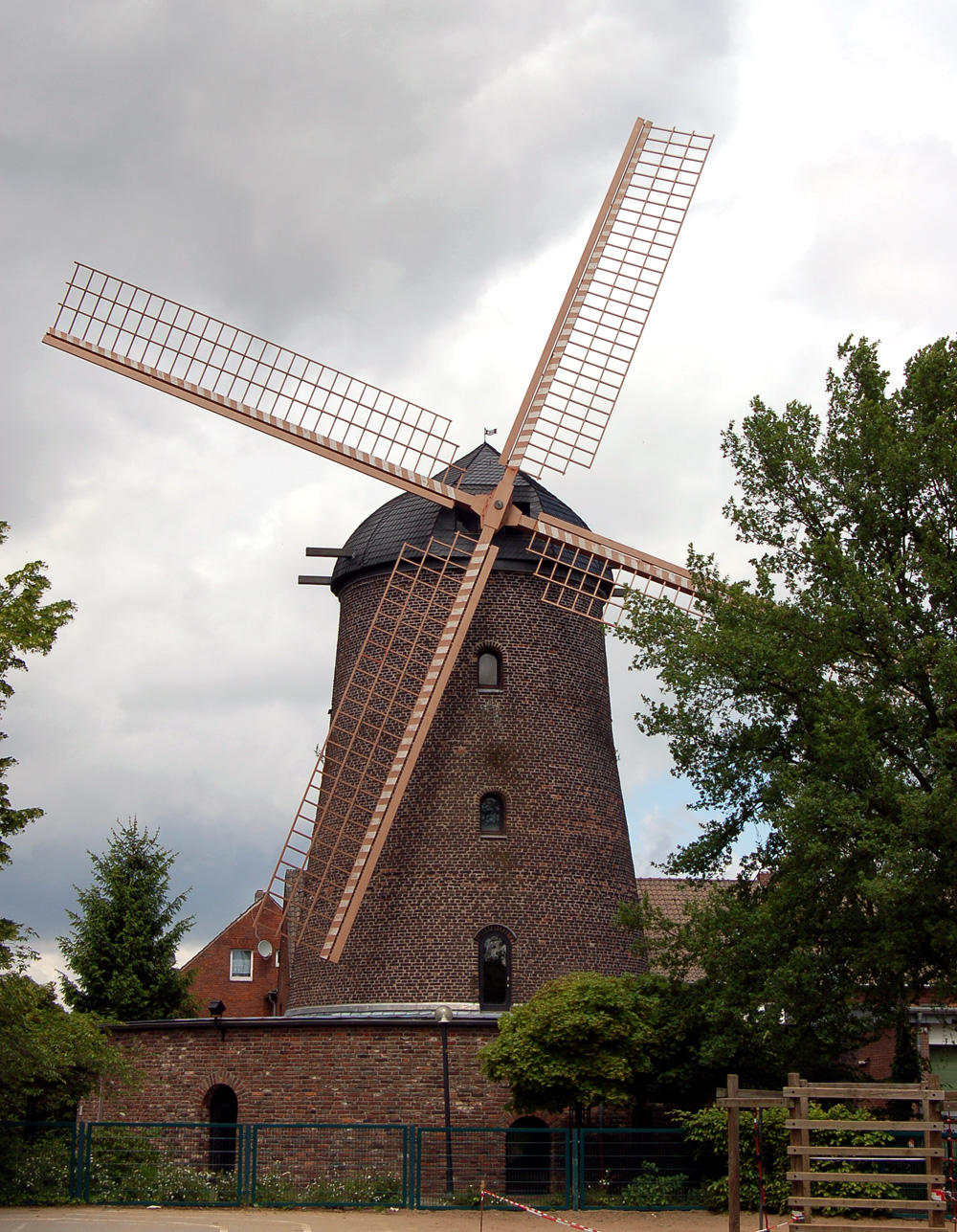
Teloymühle
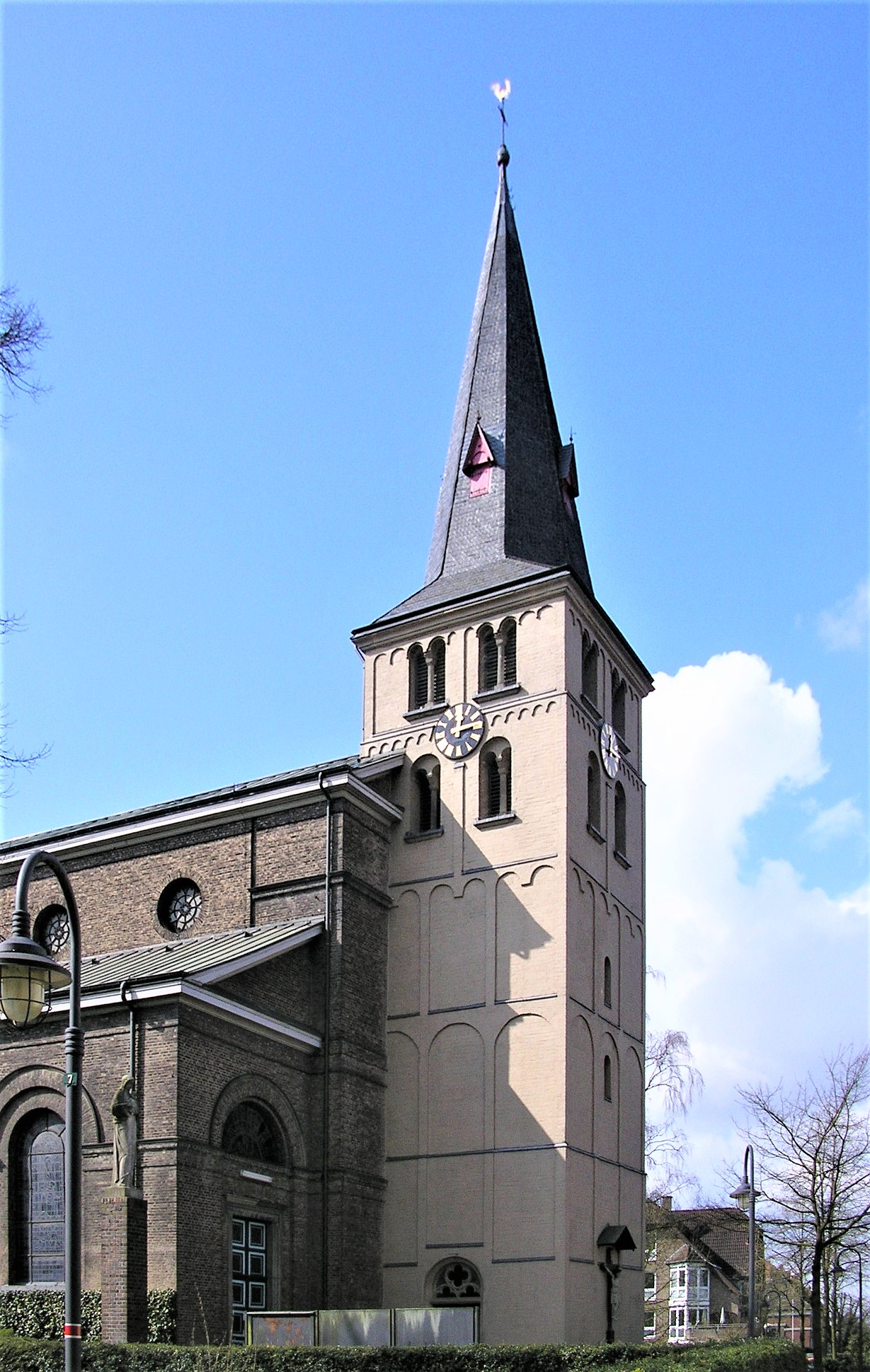
St. Stephanus
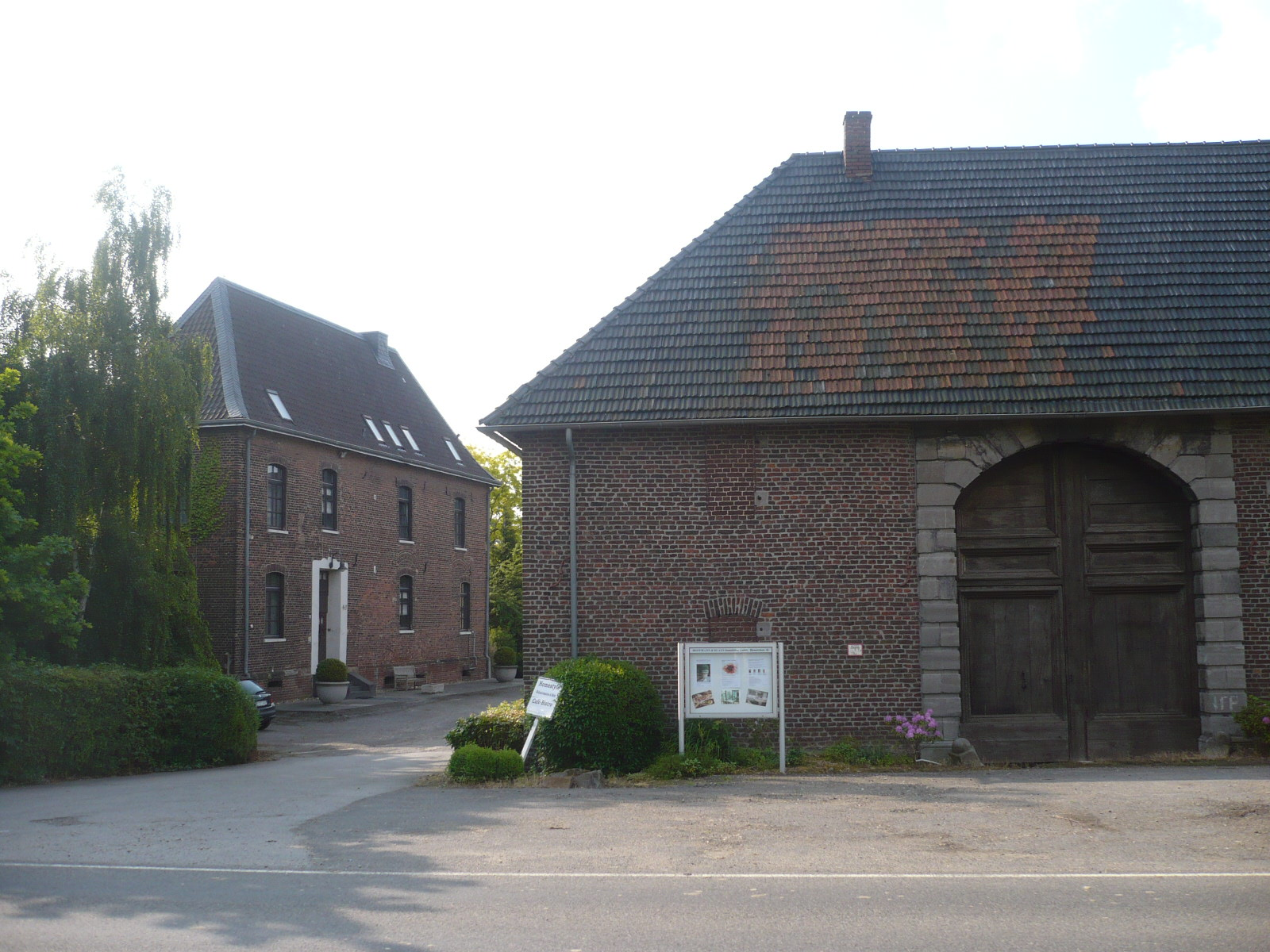
Haus Latum
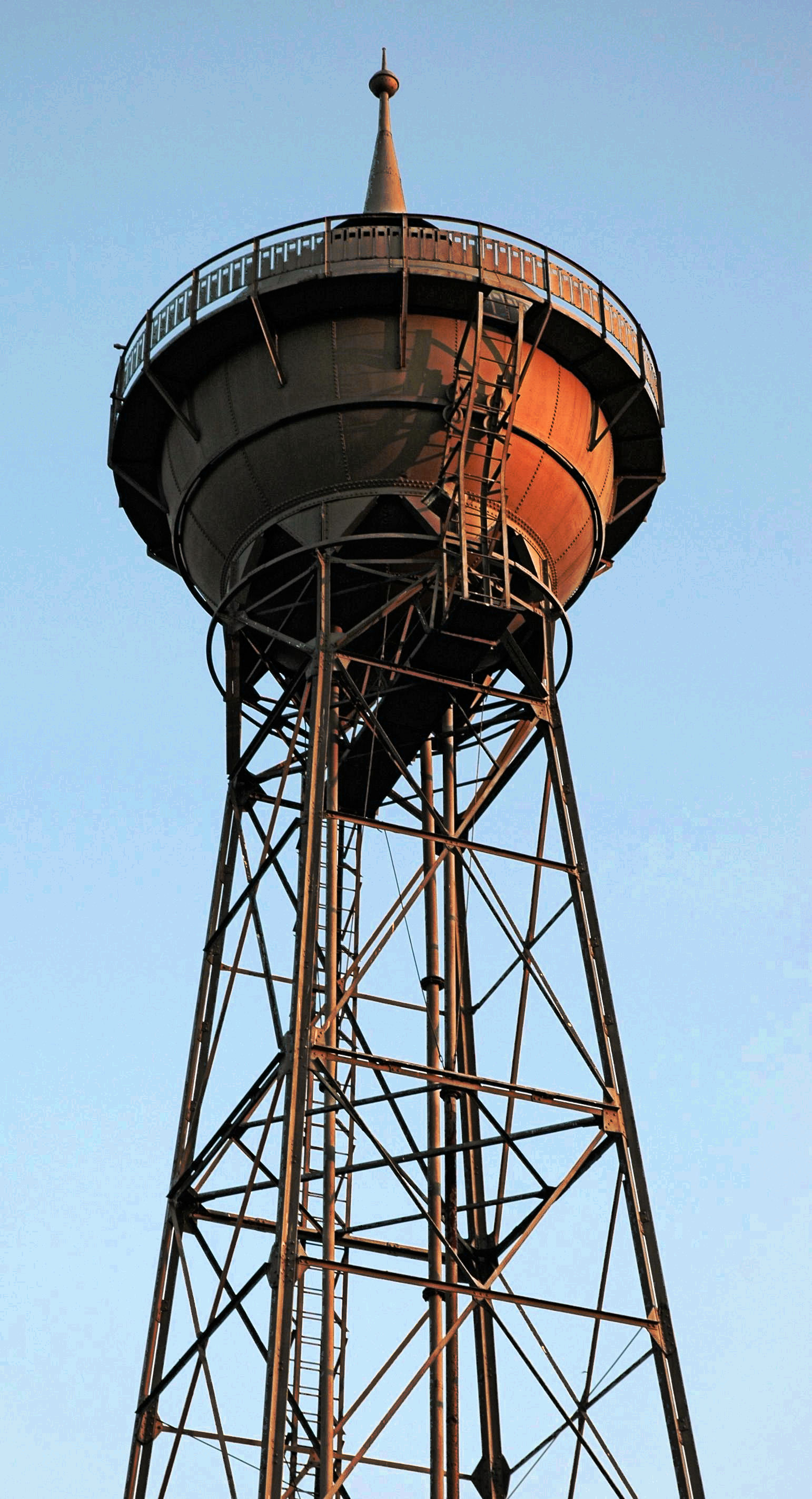
Wasserturm
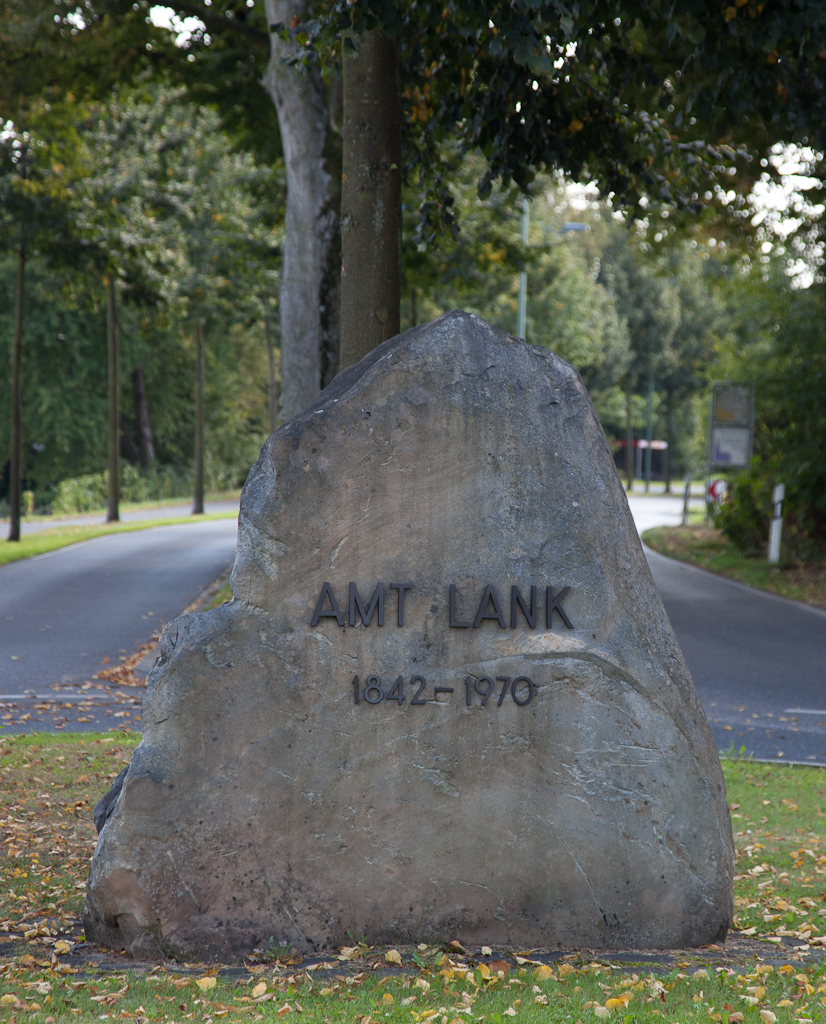
Gedenkstein für das Amt Lank am nördlichen Ortseingang

## Persönlichkeiten

### Söhne und Töchter der Stadt
- Rudolf von Bönninghausen (1861–1929), Jurist und Landrat
- Heinrich Leven SVD (1883–1953), Apostolischer Vikar der Kleinen Sunda-Inseln und Titularbischof von Arca
- Anke Plättner (* 1963), Fernsehmoderatorin
- Stefan Kofner (* 1964), Wirtschaftswissenschaftler und Hochschullehrer
- Hansi Kürsch (* 1966), Sänger der deutschen Metalband Blind Guardian
- Peter Graumann (* 1967), Biologe und Biochemiker
- Vera Int-Veen (* 1967), Fernsehmoderatorin
- Horst Steffen (* 1969), Fußballtrainer
- Thomas Kron (* 1970), Soziologe und Hochschullehrer
- Wolke Hegenbarth (* 1980), Schauspielerin
- Dominic Oley (* 1980), Schauspieler, Theaterregisseur und Dramatiker